# Dan (Fluss)
Der Fluss Dan (hebräisch דן dan; arabisch اللدان, DMG al-Liddān) ist neben Hazbani und Banyas einer der drei Quellflüsse des Jordan.

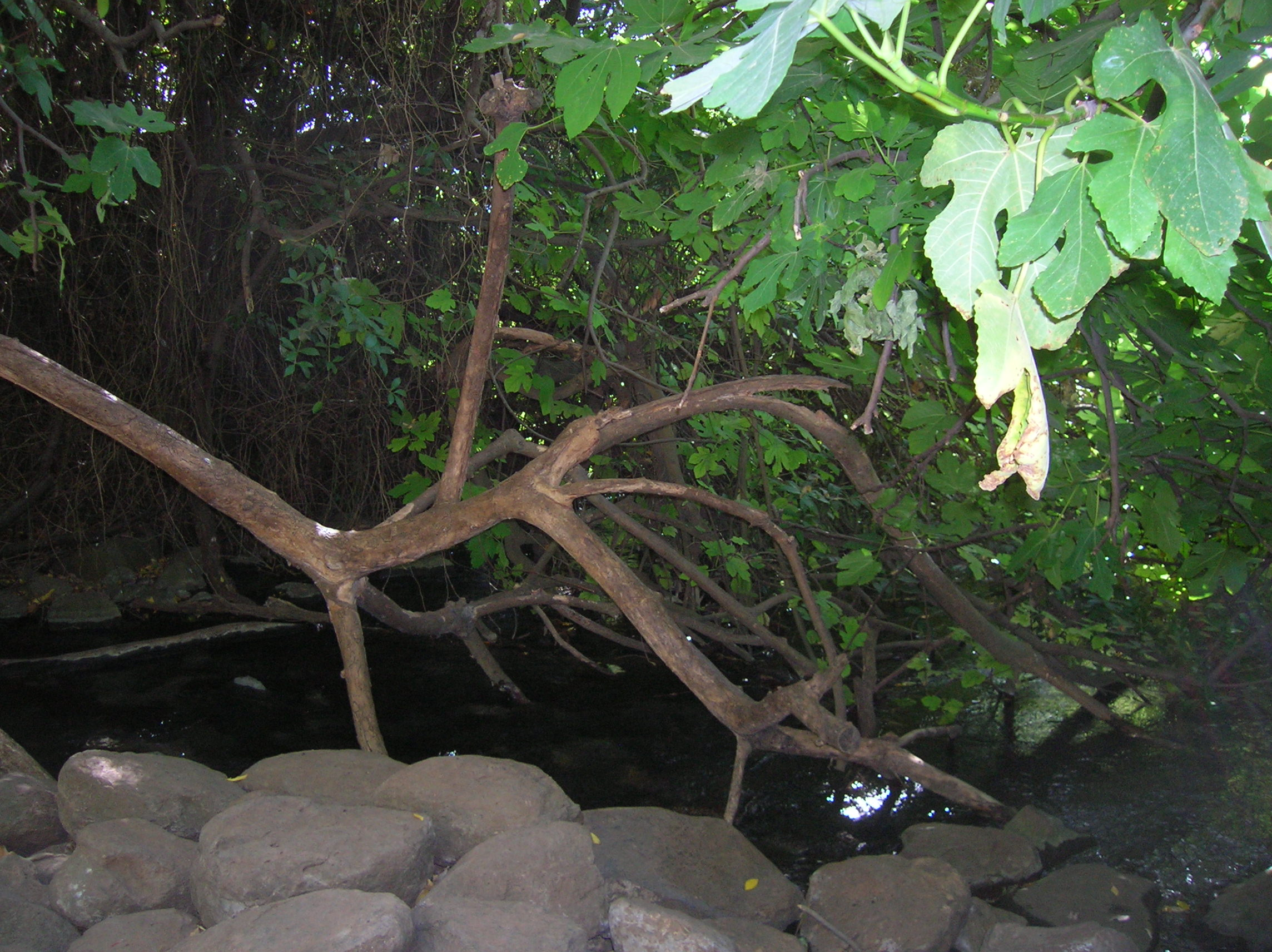
Hauptquelle des Dan

Die Quelle des Dan ist mit einer mittleren jährlichen Schüttung von 240 Millionen Kubikmetern die größte Karstquelle im Nahen Osten. Bis 1967 war die Dan-Quelle die einzige Jordanquelle auf israelischem Gebiet. Seit der international nicht anerkannten Annexion der Golanhöhen und der Ausdehnung des Nordbezirks wird auch die Banyas-Quelle von Israel kontrolliert. 
Der Dan selbst ist nur etwa 20 Kilometer lang und verbindet sich am Nordende der Huleebene mit Hazbani und Banyas zum Jordan.
Durch den Wasserreichtum konnte sich im Umkreis der Quelle und am Fluss eine üppige Vegetation entwickeln; das Gebiet ist heute ein Naturschutzgebiet. 
Unmittelbar an der Quelle liegt der Tel Dan mit Ausgrabungen der antiken Stadt Dan; in der Nähe befindet sich auch der Kibbuz Dan.